# Ernesto Talvi
Ernesto Talvi, né le 10 juin 1957 à Montevideo, est un économiste et homme politique uruguayen.
Membre du Parti colorado, il se présente en octobre 2019 à la présidence de la République et termine à la troisième place en obtenant 12,32 % des voix. Il est cependant élu sénateur mais quitte son siège pour devenir ministre des Affaires étrangères dans le gouvernement du président Luis Alberto Lacalle Pou le 1er mars 2020.